# Fake News Awards
Los Fake News Awards (Premios de la Noticias Falsas) son una gala de premios irónica del presidente de los Estados Unidos, Donald Trump, en reconocimiento a los medios de comunicación que considera fueron responsables de tergiversar sus declaraciones o de producir informes falsos tanto antes como durante su presidencia. El 17 de enero de 2018, Trump anunció a los ganadores. Incluyeron, entre otros, reportajes periodísticos erróneos importantes, así como algunos informes de noticias que luego se corrigieron.

## Creación
El presidente Trump propuso por primera vez el premio, que en aquel entonces se llamaba el «Fake News Trophy» («Trofeo de noticias falsas»), en un tweet de noviembre de 2017. En ese momento, no estaba claro si tenía la intención de crear el premio.
Trump mencionó los premios en un tweet del 2 de enero de 2018. En este momento, lo calificó como el «Most Dishonest & Corrupt Media Awards of the Year» («Premio a los medios más deshonestos y corruptos del año»), y escribió que se otorgaría por «deshonestidad y malos informes en varias categorías». La entrega fue programada para el 8 de enero de 2018 a las 5:00.
Varios presentadores de late night shows, incluidos Samantha Bee y Jimmy Kimmel, hicieron una campaña satírica para obtener el premio. The Late Show with Stephen Colbert exhibió una cartelera en Times Square de Nueva York, con categorías como «Menos Breitbart» y «Falsedad más corrupta», y The Daily Show de Trevor Noah compró un anuncio de página completa en The New York Times.
En un tweet del 7 de enero, Trump cambió la fecha al 17 de enero, citando un mayor interés en el premio.

## Premios
El anuncio inicial de los ganadores se describió como un fracaso; Trump tuiteó un enlace a la web del Comité Nacional Republicano, pero el sitio experimentó dificultades técnicas y mostró un error 404, junto con una nota que ironizaba «lo estamos haciendo grande de nuevo».
Los ganadores del premio fueron anunciados a través de Fox News y el sitio del Partido Republicano el 17 de enero. Las diez noticias citadas incluyeron informes de CNN, The New York Times, The Washington Post, ABC News, Newsweek y Time. Se presentaron junto con un titular de noticias en particular considerado como una «noticia falsa» por el presidente. El «ganador» fue CNN, que apareció cuatro veces en la lista.
Los ganadores anunciados incluyeron errores periodísticos que iban de menores a mayores, desde predicciones catastróficas inexactas hasta informes de noticias que se corrigieron rápido; un undécimo premio fue concedido a los informes sobre las acusaciones de interferencia rusa en las elecciones presidenciales de Estados Unidos de 2016 en general, que fueron llamados «quizás el mayor engaño perpetrado contra el pueblo estadounidense».

## Recepción
Los premios fueron calificados de agresión contra la libertad de prensa y la Primera Enmienda por los candidatos presidenciales del 2016 Evan McMullin y Mindy Finn. Trump también fue criticado por los senadores republicanos Jeff Flake y John McCain. McCain, en un op-ed en The Washington Post, comentó que el uso de Trump de «noticias falsas» es «usado por los autócratas para silenciar a los periodistas, socavar a los opositores políticos, evitar el escrutinio de los medios y engañar a los ciudadanos».
En Twitter, algunos comentaristas de medios felicitaron a los ganadores, y otros se burlaron de los premios. La cuenta de Twitter del New York Daily News expresó su desilusión porque no ganó nada. El periodista Chris Riotta escribió que estaba «honrado y humilde» de ser incluido en los premios.